# Kashima Shinden Jikishinkage-ryū
Kashima Shinden Jikishinkage-ryū (鹿島神傳直心影流?) (Kurzform: Jikishinkage-ryū oder Kashima Shinden) ist eine traditionelle Schule (koryū) der alten, japanischen Kunst des Schwertkampfes, Kenjutsu. Sie wurde Mitte des 16. Jahrhunderts begründet. Ihr Stil basiert auf älteren Formen und ist eine der wenigen Schulen, die bis in die Neuzeit existieren.
Kashima Shinden Jikishinkage-ryū kann übersetzt werden als die „von den Göttern übertragene und mit reinem Herzen wiedergegebene Kunst, Schule von Kashima“.
In der Kata werden unter ständigem Blickkontakt beider Partner die Energien im Wechsel von langsamen und schnellen Abschnitten mit dem notwendigen Feingefühl hin- und herbewegt. In diesem deutlich spürbaren Rhythmus offenbart sich das Gegensätzliche, Yin und Yang. Es widerspiegelt die Charaktere der einzelnen Übungsteile. Daraus wächst ein tiefes Verständnis für die Naturgesetze, was es den Praktizierenden erlaubt, bis zu ihrem Innersten vorzudringen.
Durch stetes, intensives Üben baut der Praktikant eine innere Verbindung mit dem ihn umgebenden Kosmos auf. Er erlangt mit reinem Herzen und mit Standhaftigkeit eine ungetrübte Klarheit des Geistes, ebenso wie ein wolkenloser Himmel an einem sonnigen Tag.
Ein Praktikant, der die höchste Kunstfertigkeit – jikishin und seimeishin – erreicht hat, so sagt man, habe den unverrückbaren Geist (auch: Herz – fudōshin 不動心).

## Geschichte und Herkunft
Jikishinkage-ryū ging aus den Kenjutsu-Stilen der späten Muromachi- und der frühen Sengoku-Periode hervor; nach unserer Zeitrechnung des späten 15. und frühen 16. Jahrhunderts. In diese Zeit fällt die Gründung des Kashima-Schreins – Kashima-jingū – durch dessen Stifter, Matsumoto Bizen-no-Kami Naokatsu (松本 備前守 尚勝, 1467–1524). Eine direkte Herkunft kann aus den älteren Stilen des Jikishinkage-ryū sowie des Shinkage-ryū und des Kage-ryū (Aizu) hergeleitet werden.
Es habe ein Samurai mit Namen Aisu Iko das Kage-ryū Kenjutsu im Jahr 1490 begründet. Er perfektionierte die Kunst und unterrichtete diese in ganz Japan.
Nach einer anderslautenden Quelle unterrichtete ein anderer Samurai, Kamiizumi Ise-no-Kami Nobutsuna (1508–1548), seinen eigenen Stil als Form des Kage-ryū Kenjutsu, welchen er Shinkage-ryū („Schule des neuen Schattenspiels“) nannte. Jikishin Kage-ryū bedeutet so viel wie „die neue Schule des überlieferten, traditionellen Schattenspiels“.
Er berief sich mit dem Namen auf den Ursprung und drückte damit seinen Respekt und seine Wertschätzung seinen Lehrern gegenüber aus. Zu seinen Lehrern zählte Matsumoto Bizen no Kami Naokatsu, welcher seine eigene Schule erst Kashima Shinryū, dann Kashima Shinden Jiki Shinkage-ryū nannte.
Alle diese Lehrrichtungen existieren heute noch.
Im 19. Jahrhundert war Jiki Shinkage-ryū eine der populärsten Lehrrichtungen des Schwertkampfs in Japan, speziell in der Edo-Zeit.
Der 14. Großmeister (sōke, 宗家) des Jikishin Kage-ryū, Sakakibara Kenkichi, war einer der bekanntesten und berühmtesten Schwertkämpfer seiner Zeit und der persönliche Leibwächter des Shogun. Sakakibara unterrichtete Hunderte von Schülern, viele davon erreichten die Titel menkyo kaiden (免許皆伝) und shihan (師範). Diese Titulierungen ermächtigten sie, die gesamte Lehre und Technik zu unterrichten und damit weiterzugeben. Mindestens 20 Schüler mit dem Titel menkyo kaiden werden auf den Lehrtafeln geführt und einige darunter entwickelten ihren eigenen Unterrichtszweig.
Viele weitere Schüler des Jiki Shinkage-ryū unter Leitung von Sakakibara erreichten nicht diese hohe Bekanntheit und nötige Gradierung, um unter ihrem Namen die Lehre weiter zu führen. Vielleicht der bekannteste darunter war Sokaku Takeda, Gründer des Daitō-ryū Aiki-jūjutsu und spätere Lehrer von Ueshiba Morihei, dem Begründer des modernen Aikidō.

## Eigenschaften der Technik und des Stils
Besondere Eigenschaften des Jikishinkage-ryū und ein wesentliches Unterscheidungsmerkmal zu anderen klassischen Kenjutsu- und Kendō-Stilen sind die Fußtechnik und die Atmung.
Unpō (運法), die Fußtechnik, kann übersetzt werden mit „Methode, um zu bewegen“.
Im Gegensatz zum Suriashi des modernen Kendō wird mit Unpō festgelegt, dass beide Füße ständig fest mit dem Boden verbunden sind.
Ebenso ist das Kiai nicht nur das Ausstoßen eines stimmlichen Engergiestoßes, sondern ebenso das bewusste und mit einer ganz bestimmten Form verbundene Einatmen sowie eine glasklare, zielgerichtete Geisteshaltung und Fokussierung. Diese Atmung tritt besonders in den Partnerübungen zutage.
In jeder Kata (形) werden zwei Rollen unterschieden: jene des shidachi (受太刀), welche das angreifende Schwert führt, und uchidachi (打太刀), welche das empfangende Schwert führt. Auch werden die beiden Rollen als Vater und Sohn bezeichnet. Dabei übernimmt der Vater die Rolle des abgeklärten Lehrers (uchidachi). Der Sohn hat die Rolle des ungestümen Jungspunds (shidachi) inne.
Bestimmte Bewegungsformen der Katas sind für beide Rollen gleich, beispielsweise die Bewegungsfolge kamihanen (上半円), eine Bewegung mit dem Schwert im Halbkreis über dem Kopf, und shimohanen (下半円), eine Bewegung mit dem Schwert auf Höhe des Körperzentrums im Halbkreis nach unten gerichtet. Diese beiden Bewegungen – waza (技) – sind für Katas des klassischen Schwertkampfes eher ungewöhnlich, sind für Kashima Shinden Jikishinkage-ryū jedoch typisch.
Eine andere für Kashima Shinden Jikishinkage-ryū typische Bewegungsfolge in der Kata ist morōde (両腕): Shidachi führt sein Schwert beidhändig über seinen Kopf (jōdan) und uchidachi empfängt den Schwertstreich (uchikomi) mit der Seite der Schwertklinge. Bei der geringsten Berührung der Schwerter schnellt der Griff des Schwerts von uchidachi über sein rechtes Handgelenk geführt hoch, wodurch er die Wucht des Schlages auf seine Klinge absorbiert. Diese würde, trotz der hohen Qualität und Festigkeit japanischer Katana, ansonsten augenblicklich brechen.

## Fünf Kata des Kashima Shinden Jikishinkage-ryū

### Hōjō no kata
Jede Hōjō-Kata (hōˑjō – 法上) besteht aus vier Abfolgen – „Anekdoten“ oder Sentenzen (Kōan – 公案) –, welche sich in ihren Bewegungen, aber auch in der Atmung unterscheiden. Die Bilder werden nach den Jahreszeiten benannt.
| erste Abfolge ipponme (一本目)       | zweite Abfolge nihonme (ニ本目)           | dritte Abfolge sanhonme (三本目)                    | vierte Abfolge yonhonme (四本目),           |
| Frühling haru no tachi (春の太刀)    | Sommer natsu no tachi (夏の太刀)          | Herbst aki no tachi (秋の太刀)                      | Winter fuyu no tachi (冬の太刀)             |
| Betonung Acht Richtungen hasso happa | Betonung Das Ego zerschneiden itto ryōdan | Betonung Veränderung, Entwicklung uten satan (雨天) | Betonung Dualität ist Einheit chotan ichimi |
| aufsteigende Geschwindigkeit         | schnell                                   | abnehmende Geschwindigkeit                          | langsam                                     |
| Kindheit                             | jugendliches Alter                        | Erwachsenenalter                                    | Greisenalter                                |
| Morgen                               | Nachmittag                                | Abend                                               | Nacht                                       |
| aufwärmend                           | hitzig                                    | abkühlend                                           | kalt                                        |

### Tōnō kata/Fukuro Shinai
Die Tōnō kata (fukuro shinai) ist die zweite Kata-Folge des Jikishinkage-ryū. Sie besteht aus 14 Abschnitten, welche zu sechs Gruppen zusammengefasst sind, wobei der erste Abschnitt aus vier, die übrigen Abschnitte aus je zwei Sequenzen und je vier Hauptbewegungen bestehen. Ein besonderes Merkmal ist die hohe Geschwindigkeit, mit welcher diese Kata von Uchidachi und Shidachi durchlaufen wird. Beide verwenden dabei Shinai aus Bambus (fukuro-shinai).

### Kōdachi no kata
Kōdachi no kata ist die dritte Kata des Jikishinkage-ryū, bestehend aus sechs Abschnitten. Shidachi verwendet dabei das kürzere und dickere Kodachi-Boken. Uchidachi hingegen verwendet das klassische Kendō-Shinai aus Bambus. In allen drei Gruppen dieser Kata greift Shidachi ungestüm an und Uchidachi begegnet mit dem Kodachi mit Präzision, Ruhe und Gelassenheit. Das Kodachi wird dabei mit beiden Händen fest am Schaft, der Tsuka, gehalten.

### Habiki no kata
Die vierte Kata wird Habiki no kata genannt und ist eine Kombination aus der Hōjō- und der Tōnō-Kata mit der Besonderheit, dass Uchidachi und Shidachi ein reelles Shinken, ein Katana, verwenden. Von der Geometrie des Ablaufs her betrachtet, kann man Habiki no kata als die ura-Version der Hōjō-Kata bezeichnen. Dabei bezeichnen omote (frontal) und ura (rückwärtig) sowie uchi (im Innenraum) und soto (äußerlich) bestimmte Ausführungspositionen einer Bewegung.

### Marubashi no kata
Die weitaus schwierigste Kata-Folge ist Marubashi no kata. Sie enthält komplexe Kiai-Energieausstöße und sehr subtile, bedeutungsgeladene Bewegungen auf kleinem Raum. Für einen außenstehenden Beobachter sieht dies aus, als würde nahezu nichts geschehen. Shidachi verwendet dabei das Kodachi, Uchidachi das Odachi. Im letzten Durchgang der Kata verwenden beide das Shinken.

Diese Kata wurde über Jahrhunderte als Geheimnis bewahrt. Es ist nicht genau bekannt, wann das Geheimnis gelüftet wurde, aber sie wurde zusammen mit den übrigen vier Kata 1927 in einem Buch von Yamada Jirokichi mit Text und Bildern beschrieben.

## Kleidung
In früheren Zeiten kleideten sich die Praktizierenden im Kenjutsu mit einem Kimono bestehend aus starkem, äußerst festem Gewebe. Dies war erforderlich, um sich vor Körpertreffern zu schützen, selbst wenn mit hölzernen Schwerten (Bokutō – Bokken) geübt wurde. Heutzutage ist die Verletzungsgefahr geringer und es ist ausreichend, einen weißen Trainingsanzug (keikogi 稽古着) mittlerer Stoffstärke zu tragen, wie er im Judo verwendet wird. Dazu trägt man den traditionellen dunkelblauen oder schwarzen Hosenrock (hakama 袴).

## Unterrichtlinien und Schulen in neuerer Zeit
| Kontinent   | Land                  | Ort               | Stil/Kata                                  | Lehrbeauftragter                          |
| ----------- | --------------------- | ----------------- | ------------------------------------------ | ----------------------------------------- |
| Asien       | Japan                 | Tokio             | alle klassischen Stile                     | Yoshida Hijime                            |
| Asien       | Japan                 | Kōbe              | alle klassischen Stile                     |                                           |
| Asien       | Japan                 | Yokohama          | alle klassischen Stile                     |                                           |
| Europa      | Tschechische Republik | Prag              | Hōjō                                       | Namiki Yasushi via Masatomi Ikeda         |
| Europa      | Deutschland           | Berlin            | alle klassischen Stile und Shinbukan Katas | Matsudaira Yasutoshi via Suzuki Kimiyoshi |
| Europa      | Deutschland           | Schraplau         | alle klassischen Stile und Shinbukan Katas | Matsudaira Yasutoshi via Suzuki Kimiyoshi |
| Europa      | Deutschland           | Reutlingen        | alle klassischen Stile und Shinbukan Katas | Matsudaira Yasutoshi via Suzuki Kimiyoshi |
| Europa      | Deutschland           | Friedberg         | alle klassischen Stile und Shinbukan Katas | Matsudaira Yasutoshi via Suzuki Kimiyoshi |
| Europa      | Ungarn                | Budapest          | alle klassischen Stile und Shinbukan Katas | Matsudaira Yasutoshi via Suzuki Kimiyoshi |
| Europa      | Ungarn                | Gödöllő           | alle klassischen Stile und Shinbukan Katas | Matsudaira Yasutoshi via Suzuki Kimiyoshi |
| Europa      | Ungarn                | Pécs              | alle klassischen Stile und Shinbukan Katas | Matsudaira Yasutoshi via Suzuki Kimiyoshi |
| Europa      | Ungarn                | Dunakeszi         | alle klassischen Stile und Shinbukan Katas | Matsudaira Yasutoshi via Suzuki Kimiyoshi |
| Europa      | Ungarn                | Kecskemét         | alle klassischen Stile und Shinbukan Katas | Matsudaira Yasutoshi via Suzuki Kimiyoshi |
| Europa      | Italien               | Turin             | Hōjō, Tō                                   | Namiki Yasushi via Hideki Hosokawa        |
| Europa      | Italien               | Imperia           | Hōjō                                       | Namiki Yasushi via Hideki Hosokawa        |
| Europa      | Italien               | La Spezia         | Hōjō                                       | Namiki Yasushi via Hideki Hosokawa        |
| Europa      | Republik Mazedonien   | Skopje            | Hōjō                                       | Namiki Yasushi via Masatomi Ikeda         |
| Europa      | Niederlande           | Utrecht           | Hōjō, Tō                                   | Namiki Yasushi via Masatomi Ikeda         |
| Europa      | Niederlande           | Amsterdam         | Hōjō                                       | Namiki Yasushi via Hideki Hosokawa        |
| Europa      | Serbien               | Belgrad           | Hōjō                                       | Namiki Yasushi via Masatomi Ikeda         |
| Europa      | Serbien               | Novi Sad          | Hōjō                                       | Namiki Yasushi via Masatomi Ikeda         |
| Europa      | Serbien               | Vršac             | Hōjō                                       | Namiki Yasushi via Masatomi Ikeda         |
| Europa      | Serbien               | Niš               | Hōjō                                       | Namiki Yasushi via Masatomi Ikeda         |
| Europa      | Slowakei              | Sereď             | alle klassischen Stile und Shinbukan Katas | Matsudaira Yasutoshi via Suzuki Kimiyoshi |
| Europa      | Slowakei              | Bratislava        | Hōjō                                       | Namiki Yasush via Masatomi Ikeda          |
| Europa      | Schweiz               | Aarau             | Hōjō                                       | Namiki Yasush via Masatomi Ikeda          |
| Europa      | Schweiz               | Basel             | Hōjō                                       | Namiki Yasush via Masatomi Ikeda          |
| Europa      | Schweiz               | La Chaux-de-Fonds | Hōjō                                       | Namiki Yasush via Masatomi Ikeda          |
| Europa      | Schweiz               | Neuchâtel         | Hōjō                                       | Namiki Yasush via Masatomi Ikeda          |
| Europa      | Schweiz               | Zürich            | Hōjō                                       | Namiki Yasush via Masatomi Ikeda          |
| Europa      | Schweiz               | Winterthur        | Hōjō                                       | Namiki Yasush via Masatomi Ikeda          |
| Nordamerika | USA                   | Rockville, MD     | alle klassischen Stile                     | Namiki Yasushi                            |
| Nordamerika | USA                   | Chicago, IL       | Hōjō                                       | Ōmori Sōgen                               |
| Nordamerika | USA                   | Honolulu, HI      | Hōjō                                       | Ōmori Sōgen                               |